# Światło wapienne

Schemat budowy lampy wapiennej

Światło wapienne (światło Drummonda) – rodzaj oświetlenia sztucznego używanego w XIX w. m.in. na scenach teatralnych i w salach koncertowych. Podstawą działania lamp wapiennych jest intensywne świecenie (inkandescencja i termoluminescencja) walca z tlenku wapnia (wapna prażonego, CaO) pod wpływem ogrzewania do wysokiej temperatury (maks. 2572 °C, temperatura topnienia CaO) uzyskiwanej za pomocą palnika tlenowo-wodorowego. Obecnie wyparte przez oświetlenie elektryczne.

## Historia
Efekt światła wapiennego został odkryty w latach 20. XIX wieku przez szkockiego badacza sir Goldsworthy'ego Gurneya podczas prac nad palnikiem tlenowo-wodorowym (często wynalazek ten jest błędnie przypisywany chemikowi Robertowi Hare'owi).  W 1826 inny Szkot, inżynier Thomas Drummond (1797-1840), po obejrzeniu demonstracji światła wapiennego w wykonaniu fizyka Michaela Faradaya, zbudował funkcjonalny prototyp lampy wapniowej dla potrzeb geodezji.
Po raz pierwszy zostało użyte publicznie w 1837 w Royal Opera House w Londynie, po czym w latach 60. i 70. XIX wieku szybko rozpowszechniło się w wielu teatrach.  Używano go tak jak dzisiejszych reflektorów, do oświetlania głównej postaci na scenie. Ponadto znalazło szerokie zastosowanie w innych dziedzinach życia, np. do budowy reflektorów na okrętach. Światło wapienne zostało ostatecznie wyparte przez oświetlenie łukowe w końcu XIX wieku.